# 琼库勒乡
琼库勒乡，是中华人民共和国新疆维吾尔自治区巴音郭楞蒙古自治州且末县下辖的一个乡镇级行政单位。

## 行政区划
琼库勒乡下辖以下地区：
墩买里村、欧吐拉艾日克村、克亚克勒克村和琼库勒村。